# Microrregión de Ibaiti
La microrregión de Ibaiti es una de las  microrregiones del estado brasileño del Paraná perteneciente a la Mesorregión del Norte Pionero Paranaense. Su población fue estimada en 2006 por el IBGE en 76.498 habitantes y está dividida en ocho municipios. Posee un área total de 3.034,269 km².

## Municipios
- Conselheiro Mairinck
- Curiúva
- Figueira
- Ibaiti
- Jaboti
- Japira
- Pinhalão
- Sapopema

- Datos: Q2073112